# Ernst Bürki
Ernst Bürki (* 10. August 1882 in Grossaffoltern; † 9. Februar 1966 in Thun) war ein Schweizer Metzgermeister und Politiker (BGB).

## Werdegang
Bürki war ab 1905 in Thun als Metzger niedergelassen. Ab 1921 war er Präsident des Verbandes Schweizer Metzgermeister und wurde nach seinem Ausscheiden aus dem Amt zum Ehrenmitglied ernannt. Daneben war er von 1940 bis 1945 Präsident der Handels- und Gewerbekammer des Kantons Bern.
Von 1919 bis 1923 fungierte er als Gemeinderat in Thun, war dann ab 1922 bernischer Grossrat und von 1931 bis 1951 Nationalrat.